# Sílvio Romero

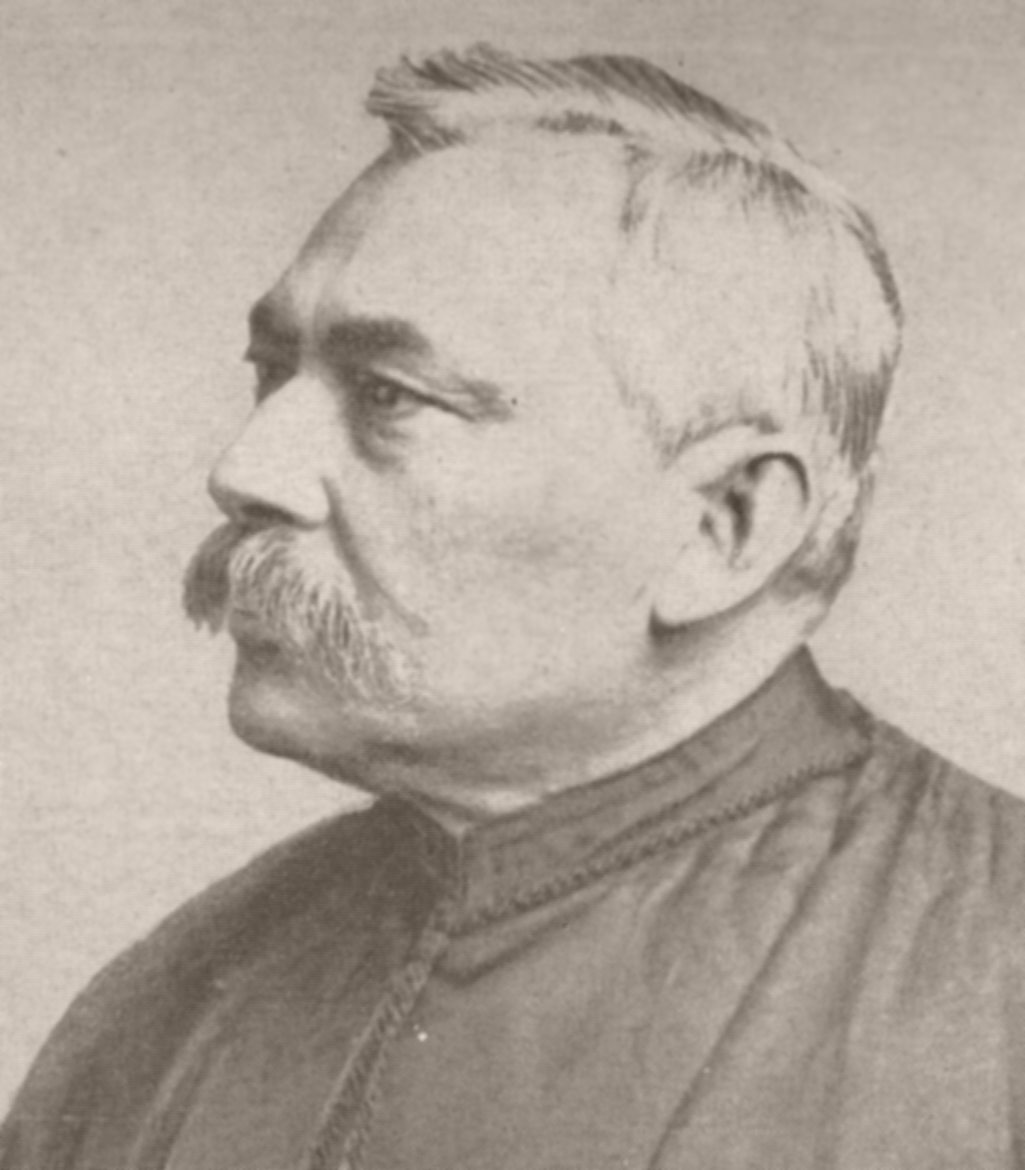
Sílvio Romero.

Sílvio Vasconcelos da Silveira Ramos Romero, född den 21 april 1851 i Lagarto, Sergipe, död den 18 juni 1914 i Rio de Janeiro, var en brasiliansk författare.
Romero var verksam som lyriker, filosof, litteraturhistoriker och folklorist; han beklädde posten som professor i rättsfilosofi vid rätts- och socialfakulteten i Rio de Janeiro. Av hans arbeten kan nämnas A philosophia no Brazil (1878), A litteratura brazileira (2 band, 1888), Ensaios de sociologia e litteratura (1900) och A patria portugueza (1906).